# Vitessidia
Vitessidia är ett släkte av fjärilar. Vitessidia ingår i familjen mott.
Kladogram enligt Catalogue of Life:
| Vitessidia | \| \| Vitessidia diaphana \| \| \| \| \| \| Vitessidia geometrina \| \| \| \| |
|            | \| \| Vitessidia diaphana \| \| \| \| \| \| Vitessidia geometrina \| \| \| \| |
|            | Vitessidia diaphana                                                           |
|            |                                                                               |
|            | Vitessidia geometrina                                                         |
|            |                                                                               |